# 4475 Voitkevich
4475 Voitkevich је астероид главног астероидног појаса са средњом удаљеношћу од Сунца која износи 2,252 астрономских јединица (АЈ).
Апсолутна магнитуда астероида је 13,5.